# Anapistula secreta
Anapistula secreta är en spindelart som beskrevs av Willis J. Gertsch 1941. Anapistula secreta ingår i släktet Anapistula och familjen Symphytognathidae. Inga underarter finns listade i Catalogue of Life.